# Discografia de Hanson
Esta é a  discografia do Hanson uma banda de Pop-rock norte-americana de Tulsa, Oklahoma.
São sete álbuns de estúdio, dois deles, MMMBop e Boomerang, são independentes gravados pela banda no início da carreira, três compilações, oito álbuns ao vivo, dezessete singles, dezoito álbuns promocionais, oito músicas em álbuns de trilhas sonoras, dezenove videoclipes, treze vídeos entre  shows e documentários sobre a banda, alguns em forma de DVD outros disponibilizados para download gratuitamente.
A banda Hanson foi formada em 1992 pelos irmãos Isaac Hanson, Taylor Hanson e Zac Hanson.
Após dois discos independentes a banda assinou com a Mercury e lançou o que seria seu maior sucesso Middle of Nowhere que alcançou o topo das paradas (informações detalhadas no quadro abaixo), foi certificado com platina quíntuplo na Austrália e Canadá e quáduplo nos EUA. Seu primeiro single "Mmmbop" também foi número 1 em vários países e na Billboard.
Em 2000 com a fusão da Mercury com a Island Def Jam Records foram remanejados para a gravadora Island Def Jam, a  banda lançou seu segundo álbum This Time Around, o álbum não alcançou o mesmo sucesso de seu antecessor e com isso a gravadora e a banda tiveram várias divergências, apesar de terem suas músicas prontas para um novo álbum elas sempre eram vetadas pela gravadora, essa situação só se resolveu em 2003 quando resolveram rescindir o contrato com a gravadora e fundaram a sua própria, chamada de 3 Car Garage, toda essa história é mostrada no documentário Strong Enough To Break disponível gratuitamente para download no iTunes e também pode ser visto no youtube.
Ainda em 2003 Hanson lança Underneath Acoustic que passou a ser vendido em shows e pelo site da banda, era uma prévia do seu próximo álbum.
Em 2004 com sua nova gravadora lançaram em vários países seu mais novo e aguardado álbum, underneath que foi número 1 na lista de álbuns independentes da Billboard e #25 no Top 200 da Billboard.
Lançaram quatro videoclipes entre 2004 e 2005 e um álbum ao vivo The Best of Hanson: Live & Electric.
O ano de 2007 se inicia com mais um lançamento do Hanson, The Walk que alcançou o quarto lugar nas paradas de álbum indenpendente da Billboard e #56 no Top 200 da Billboard, este álbum traz a música Great Divide da qual todo o dinheiro arrecadado com a venda através do download foi e será doado a um hospital sul-africano que cuida de vítimas da AIDS.
Ainda em 2007 para comemorar os dez anos de lançamento de Middle of Nowhere a banda fez um show acústico e exclusivo  à membros do fã clube oficial da banda e lançou o registro do mesmo em um combo CD+DVD intitulado Middle of Nowhere Acoustic.
Em 2008 o Hanson fez a turnê The Walk Around The World Tour.
Em 2010, Hanson lança seu novo álbum intitulado Shout It Out, com uma vibração diferente do anterior e abusando mais das influências do R&B e do Soul, ritmos que os inspiram desde sua formação em 1992. O clipe do primeiro single, "Thinking 'Bout Somethin'", repercutiu bem na internet, tomando a liderança de sites como Myspace, como sendo o vídeo mais visto.

## Álbuns

### Álbuns de estúdio
| Ano  | Álbum | Posições nas paradas musicais | Posições nas paradas musicais | Posições nas paradas musicais | Posições nas paradas musicais | Posições nas paradas musicais | Posições nas paradas musicais | Posições nas paradas musicais | Posições nas paradas musicais | Posições nas paradas musicais | Posições nas paradas musicais | Posições nas paradas musicais | Vendas e Certificações                                           |
| Ano  | Álbum | EUA                           | US Indie                      | JPN                           | RU                            | AUS                           | FIN                           | HOL                           | NOR                           | SUE                           | SUI                           | NZ                            | Vendas e Certificações                                           |
| ---- | --- | ----------------------------- | ----------------------------- | ----------------------------- | ----------------------------- | ----------------------------- | ----------------------------- | ----------------------------- | ----------------------------- | ----------------------------- | ----------------------------- | ----------------------------- | ---------------------------------------------------------------- |
| 1995 | Boomerang - Primeiro álbum da banda lançado independente. - Lançamento: 17 de maio de 1995 - Formatos: CD | -                             | -                             | -                             | -                             | -                             | -                             | -                             | -                             | -                             | -                             | -                             |                                                                  |
| 1996 | MMMBop - Segundo álbum da banda lançado independente. - Lançamento: 17 de março de 1996 - Formatos: CD | -                             | -                             | -                             | -                             | -                             | -                             | -                             | -                             | -                             | -                             | -                             |                                                                  |
| 1997 | Middle of Nowhere - Primeiro álbum por uma grande gravadora - Lançamento: · 5 de maio de 1997 Canadá, · 6 de maio de 1997 Estados Unidos, · 8 de maio de 1997 Reino Unido, · 9 de junho de 1997 Alemanha - Formatos: CD | 2                             | -                             | 10                            | 1                             | 1                             | 4                             | 5                             | 7                             | 4                             | 2                             | 4                             | - RIAA: 4× Platina - Music Canada: 5× Platina - ARIA: 5× Platina |
| 2000 | This Time Around - Primeiro e último álbum da banda pela Island Def Jam - Lançamento: 9 de maio de 2000 - Formatos: CD                                                                                                  | 19                            | -                             | 18                            | 33                            | 11                            | 10                            | 71                            | 28                            | 9                             | 30                            | 21                            | - RIAA: Ouro                                                     |
| 2004 | Underneath - Primeiro álbum da banda lançado por sua própria gravadora 3 Car Garage. - Lançamento: 20 de abril de 2004 - Formatos: CD                                                                                   | 25                            | 1                             | 70                            | 49                            | -                             | -                             | -                             | -                             | -                             | -                             | -                             |                                                                  |
| 2007 | The Walk - Lançamento: · 21 de fevereiro de 2007 Japão, · 30 de abril de 2007 Reino Unido, · 22 de maio de 2007 Estados Unidos - Formatos: CD                                                                           | 56                            | 4                             | 190                           | 83                            | -                             | -                             | -                             | -                             | -                             | -                             | -                             |                                                                  |
| 2010 | Shout it Out - Terceiro álbum da banda lançado por sua própria gravadora 3 Car Garage. - Lançamento: 08 de Junho de 2010 - Formatos: CD                                                                                 | 30                            | -                             | -                             | -                             | -                             | -                             | -                             | -                             | -                             | -                             | -                             |                                                                  |

### Álbuns de compilação
| Ano  | Álbum | Posições nas paradas musicais | Posições nas paradas musicais | Posições nas paradas musicais | Posições nas paradas musicais | Posições nas paradas musicais | Posições nas paradas musicais | Posições nas paradas musicais | Posições nas paradas musicais | Posições nas paradas musicais | Posições nas paradas musicais | Vendas e Certificações                            |
| Ano  | Álbum | EUA                           | US Indie                      | JPN                           | RU                            | AUS                           | FIN                           | HOL                           | SUE                           | SUI                           | NZ                            | Vendas e Certificações                            |
| ---- | --- | ----------------------------- | ----------------------------- | ----------------------------- | ----------------------------- | ----------------------------- | ----------------------------- | ----------------------------- | ----------------------------- | ----------------------------- | ----------------------------- | ------------------------------------------------- |
| 1997 | Snowed In - Álbum de músicas natalinas - Lançamento: 18 de novembro de 1997 - Formatos: CD                                              | 7                             | -                             | -                             | -                             | -                             | 7                             | 32                            | 14                            | 20                            | 12                            | - ARIA: 2× Platina - Music Canada: Platina        |
| 1998 | 3 Car Garage - Coletânea que reune músicas de MMMBop e Boomerang seus primeiros álbuns. - Lançamento: 13 de maio de 1998 - Formatos: CD | 6                             | -                             | 42                            | 39                            | 3                             | 8                             | 47                            | 7                             | -                             | 11                            | - RIAA: Platina - Music Canada: Ouro - ARIA: Ouro |
| 2007 | Take The Walk - Músicas inéditas com base no album The Walk, lançado no mesmo ano. - Lançamento:2007 - Formatos: CD                     | -                             | -                             | -                             | -                             | -                             | -                             | -                             | -                             | -                             | -                             |                                                   |

### Álbuns ao vivo
| Ano  | Álbum | Posições nas paradas musicais | Posições nas paradas musicais | Posições nas paradas musicais | Posições nas paradas musicais | Posições nas paradas musicais | Vendas e Certificações |
| Ano  | Álbum | EUA                           | US Indie                      | JPN                           | RU                            | AUS                           | Vendas e Certificações |
| ---- | --- | ----------------------------- | ----------------------------- | ----------------------------- | ----------------------------- | ----------------------------- | ---------------------- |
| 1997 | Live from Albertane - Primeiro álbum ao vivo da banda. - Lançamento: 3 de novembro de 1998. - Formatos: CD. | 32                            | -                             | -                             | 129                           | 21                            | - RIAA: Ouro           |
| 2004 | Underneath Acoustic - Gravado em um show especial para membros do fã clube oficial, na cidade de Tulsa. - Vendido exclusivamente no site da banda. - Lançamento: 9 de agosto de 2003. - Formatos: CD.                                                          | -                             | -                             | -                             | -                             | -                             |                        |
| 2005 | The Best of Hanson: Live & Electric - Álbum gravado em Melbourne. - Contém covers de U2 e Radiohead. - Foi lançado também em edição especial CD - DVD. - Lançamento:11 de outubro de 2005. - Formatos: CD,CD+DVD.                                              | 182                           | 15                            | -                             | -                             | 93                            |                        |
| 2007 | The Walk Acoustic Live - É um combo CD - DVD - Lançamento: 24 de julho de 2007 - Formatos: CD+DVD | -                             | -                             | -                             | -                             | -                             |                        |
| 2007 | Middle of Nowhere Acoustic - É um combo CD - DVD. - Vendido exclusivamente no site da banda. - É uma regravação acústica do álbum Middle of Nowhere - Gravado pra comemorar 10 anos do 1°lançamento. - Lançamento: 12 de dezembro de 2007. - Formatos: CD+DVD. | -                             | -                             | -                             | -                             | -                             |                        |
| 2008 | The Walk Tour - Live Tracks - Músicas gravadas durante a turnê The Walk. - Lançamento:2008. - Formatos: Download digital. | -                             | -                             | -                             | -                             | -                             |                        |
| 2009 | EP - Stand Up Stand Up - Apresentação acústica em um evento para os membros do Fã Clube. - Lançamento:2009. - Vendido exclusivamente no site da banda. | -                             | -                             | -                             | -                             | -                             |                        |
| 2010 | The Best of 5 - O melhor das 5 noites em um CD. - Lançamento:2010. - Vendido exclusivamente no site da banda. | -                             | -                             | -                             | -                             | -                             |                        |

## Singles
| Ano                       | Single                     | Álbum             | Melhor Posição | Melhor Posição | Melhor Posição | Melhor Posição | Melhor Posição | Melhor Posição | Melhor Posição | Melhor Posição | Melhor Posição | Melhor Posição | Melhor Posição | Melhor Posição | Melhor Posição | Melhor Posição | Melhor Posição | Melhor Posição |
| Ano                       | Single                     | Álbum             | EUA            | EUA Top 40     | RU             | CAN            | AUS            | ALE            | FRA            | IRL            | NZ             | NOR            | SUE            | FIN            | HOL            | AUT            | SUI            | BEL            |
| ------------------------- | -------------------------- | ----------------- | -------------- | -------------- | -------------- | -------------- | -------------- | -------------- | -------------- | -------------- | -------------- | -------------- | -------------- | -------------- | -------------- | -------------- | -------------- | -------------- |
| 1997                      | "MMMBop"                   | Middle Of Nowhere | 1              | 1              | 1              | -              | 1              | 1              | 4              | 1              | 1              | 2              | 1              | 4              | 2              | 1              | 1              | 1              |
| 1997                      | "Where's the Love"         | Middle Of Nowhere | -              | 8              | 4              | -              | 2              | 52             | 37             | 14             | 5              | -              | 23             | 8              | 31             | 40             | 24             | 14             |
| 1997                      | "I Will Come to You"       | Middle Of Nowhere | 9              | 18             | 5              | -              | 2              | 36             | 10             | 14             | 3              | 4              | 1              | 2              | 12             | 10             | 9              | 4              |
| 1997                      | "Weird"                    | Middle Of Nowhere | -              | 32             | 19             | -              | 12             | -              | 80             | 22             | 10             | -              | 21             | 4              | 72             | -              | -              | -              |
| 1998                      | "River"                    | Middle Of Nowhere | -              | -              | -              | -              | -              | -              | -              | -              | -              | -              | -              | -              | -              | -              | -              | -              |
| 1998                      | "Thinking of You"          | Middle Of Nowhere | -              | -              | 23             | -              | 6              | -              | -              | -              | 27             | -              | -              | 6              | -              | -              | -              | -              |
| 1998                      | "Gimme Some Lovin'"        | Middle Of Nowhere | -              | -              | -              | -              | -              | -              | -              | -              | -              | -              | -              | -              | -              | -              | -              | -              |
| 2000                      |                            |                   |                |                |                |                |                |                |                |                |                |                |                |                |                |                |                |                |
| "This Time Around"        | This Time Around           | 20                | 26             | -              | 1              | 42             | -              | -              | -              | -              | -              | -              | -              | -              | -              | -              | -              |                |
| "If Only"                 | This Time Around           | -                 | 39             | 15             | -              | 9              | 68             | 87             | 30             | 27             | 17             | 13             | 8              | 38             | -              | 47             | 47             |                |
| "Save Me"                 | This Time Around           | -                 | -              | -              | -              | -              | -              | -              | -              | -              | -              | -              | -              | -              | -              | -              | -              |                |
| 2004                      | This Time Around           |                   |                |                |                |                |                |                |                |                |                |                |                |                |                |                |                |                |
| "Penny & Me" 2            | Underneath                 | -                 | -              | 10             | -              | -              | 99             | -              | 28             | -              | -              | -              | -              | 94             | -              | -              | -              |                |
| "Lost Without Each Other" | Underneath                 | -                 | -              | 39             | -              | -              | -              | -              | -              | -              | -              | -              | -              | -              | -              | -              | -              |                |
| 2005                      | Underneath                 | "Underneath" 3    | -              | -              | -              | -              | -              | -              | -              | -              | -              | -              | -              | -              | -              | -              | -              | -              |
| 2006                      | "Great Divide" 4           | The Walk          | -              | -              | -              | -              | -              | -              | -              | -              | -              | -              | -              | -              | -              | -              | -              | -              |
| 2007                      | "Go" 5                     | The Walk          | -              | -              | 44             | -              | -              | -              | -              | -              | -              | -              | -              | -              | -              | -              | -              | -              |
| 2010                      | "Thinking About Something" | Shout it Out      | -              | -              | -              | -              | -              | -              | -              | -              | -              | -              | -              | -              | -              | -              | -              | -              |
| 2011                      | "Give A Little"            | Shout it Out      | -              | -              | -              | -              | -              | -              | -              | -              | -              | -              | -              | -              | -              | -              | -              | -              |

Notas:
- 1 Single não lançado nos EUA
- 2 Estreou em #2 no Hot 100 Singles Sales
- 3 Single promocional lançado na França, Canadá e Reino Unido
- 4 Single digital lançado no Reino Unido e nos EUA
- 5 Lançado somente no Reino Unido

### Singles promocionais
| Ano  | Música                                                  | Álbum            |
| ---- | ------------------------------------------------------- | ---------------- |
| 2000 | "Wish That I Was There"                                 | This Time Around |
| 2005 | ""Someone (Laissons nous une chance)" (com Emma Daumas) | Underneath       |

## Trilhas sonoras
| Ano  | Série/Filme/Novela                     | Música                 | Episódio                                 | Ref.   |
| ---- | -------------------------------------- | ---------------------- | ---------------------------------------- | ------ |
| 1997 | Daria                                  | "MMMBop"               | "Road Worrier"                           | [ 18 ] |
| 1997 | The Weird Al Show                      | "Where's the Love"     | "One for the Record Books"               | [ 18 ] |
| 1997 | Os Pequeninos                          | "Weird"                | Filme                                    | [ 18 ] |
| 1998 | Uma Noite Mágica                       | "Merry Christmas Baby" | Filme                                    | [ 18 ] |
| 1998 | Uma Noite Mágica                       | "Gimmie Some Lovin"    | Filme                                    | [ 18 ] |
| 1998 | Uma Noite Mágica                       | "Good Lovin"           | Filme                                    | [ 18 ] |
| 1998 | Corpo Dourado                          | "I Will Come to You"   | Novela                                   | [ 18 ] |
| 2000 | Malcolm                                | "Smile"                | -                                        | [ 18 ] |
| 2000 | Futurama                               | "MMMBop"               | "Anthology of Interest I"                | [ 18 ] |
| 2000 | Laços de Família                       | "Save Me"              | Novela                                   | [ 18 ] |
| 2000 | Encontrando Forrester                  | "Save Me"              | Filme                                    | [ 18 ] |
| 2001 | O Diário da Princesa                   | "Wake Up"              | Filme                                    | [ 18 ] |
| 2002 | As Aventuras de Frank McKlusky         | "Get Up"               | Filme                                    | [ 18 ] |
| 2004 | The Metro Chase                        | "Runaway Run"          | Filme                                    | [ 18 ] |
| 2007 | Gossip Girl                            | "Go"                   | Piloto                                   | [ 18 ] |
| 2008 | Chuck                                  | "MMMBop"               | Chuck Contra os Pumas                    | [ 18 ] |
| 2008 | Sexo com Amor?                         | "Go"                   | Filme                                    | [ 19 ] |
| 2008 | House                                  | "MMMBop"               | Marcas de nascença                       | [ 18 ] |
| 2009 | House                                  | "MMMBop"               | O Contrato Social, Embaixo da Minha Pele | [ 18 ] |
| 2009 | Nobody                                 | "MMMBop"               | Filme                                    | [ 18 ] |
| 2011 | Conan                                  | "Give a Little"        | Ding Dong the Witch Is Dad               | [ 18 ] |
| 2011 | Dotado para Brilhar                    | "MMMBop"               | Filme                                    | [ 18 ] |
| 2011 | Britain's Got More Talent              | "MMMBop"               | Episódio #5.9                            | [ 18 ] |
| 2011 | Yu-Gi-Oh! 5D's One-Shot Parody Special | "MMMBop"               | Filme                                    | [ 18 ] |

## Álbuns promocionais
| Ano  | Detalhes do Álbum              | Nota                                           |
| ---- | ------------------------------ | ---------------------------------------------- |
| 1997 | Pepsi Live!                    | - Lançado no Reino Unido.                      |
| 1998 | Ugly Hanson                    | - Lançado na Austrália                         |
| 1998 | Christmas Time Promo           | - Lançado no Reino Unido.                      |
| 1999 | MOE Enhanced CD                |                                                |
| 2000 | Teen Music 2000 (Vol.1)        | - Lançado nos EUA                              |
| 2003 | Hanson.net Membership Kit 2.0  | - Brinde dado aos membros do Fan-clube oficial |
| 2004 | Hanson.net Membership Kit 2.1  | - Brinde dado aos membros do Fan-clube oficial |
| 2004 | Underneath Acoustic EP         | - Lançado no Reino Unido                       |
| 2005 | Hanson.net Membership Kit 2.2  | - brinde dado aos membros do Fan-clube oficial |
| 2005 | Live & Electric Indie Sampler  |                                                |
| 2006 | Hanson.net Membership Kit 2.3  | - Brinde dado aos membros do Fan-clube oficial |
| 2007 | Hanson.net Membership Kit 3.0  | - Brinde dado aos membros do Fan-clube oficial |
| 2008 | Hanson.net Membership Kit 2008 | - Brinde dado aos membros do Fan-clube oficial |
| 2009 | Hanson.net Membership Kit 2009 | - Brinde dado aos membros do Fan-clube oficial |
| 2010 | Hanson.net Membership Kit 2010 | - Brinde dado aos membros do Fan-clube oficial |
| 2011 | Hanson.net Membership Kit 2011 | - Brinde dado aos membros do Fan-clube oficial |
| 2012 | Hanson.net Membership Kit 2012 | - Brinde dado aos membros do Fan-clube oficial |

## Vídeos
| Ano  | Detalhes do vídeo | Vendas e Certificações |
| ---- | --- | ---------------------- |
| 1997 | Tulsa, Tokyo and the Middle of Nowhere - Lançado em 18 de novembro de 1997. - Reune vários materiais como videoclipes, performances ao vivo e documentário com os bastidores. - Formato: DVD, VHS. | - RIAA 5× Platina      |
| 1998 | The Road to Albertane - Lançado em 3 de novembro de 1998 - Show ao vivo. - Formato: DVD, VHS. | - RIAA Platina         |
| 2001 | At the Fillmore - Gravado em 27 de junho de 2000. - Lançado em 2001. - Formato: DVD, VHS. - Contém videoclipes, show.                                                                              |                        |
| 2003 | Underneath Acoustic Live - Gravado em 11 de setembro de 2003. - Lançado em 2004. - contém: show ao vivo e trailer do documentárioStrong Enough To Break. - Formato: DVD.                           |                        |
| 2005 | The Best of Hanson: Live & Electric - Gravado em Junho de 2005 em Melbourne. - Lançado em 11 de outubro de 2005. - Formato:CD+DVD. - Notas: Contém performance ao vivo e videoclipes.              |                        |
| 2006 | Strong Enough to Break - Lançamento: 2006. - Documentário. - Mostra a história real da banda e a as divergências com sua então gravadora Island Def Jam. - Formato:Download gratuito.              |                        |
| 2007 | The Walk Acoustic Live - Lançamento: 24 de julho de 2007 (EUA) - Formato: CD+DVD - Contém partes de uma apresentação ao vivo e acústica.                                                           |                        |
| 2007 | Middle of Nowhere Acoustic - Gravado em 5 de maio de 2007 - Lançamento: 12 de dezembro de 2007 (EUA) - Show acústico. - Formato: CD+DVD                                                            |                        |
| 2007 | Taking The Walk - Lançamento: 2007 - Documentario. - Contém detalhes sobre a gravação do álbum The Walk. - Formato: Download gratuito                                                              |                        |
| 2009 | Strong Enough To Break - Lançamento: 2009 - Documentario. - Mostra a história real da banda e a as divergências com sua então gravadora Island Def Jam. - Formato: CD+DVD                          |                        |
| 2010 | Tay's Music Exchange - Lançamento: 2010 (EUA) - Formato:DVD - Vendido exclusivamente no site da banda. - Contém partes de uma apresentação ao vivo e acústica.                                     |                        |
| 2010 | 5 of 5 - Lançamento: 2010 (EUA) - Formato: CD+DVD - Contém partes de uma apresentação ao vivo dos 5 albuns de estúdio lançados pela banda. - Vendido exclusivamente no site da banda.              |                        |

### Vídeoclipes
| Ano  | Título                          | Diretor                  |
| ---- | ------------------------------- | ------------------------ |
| 1997 | "Mmmbop"                        | Tamra Davis              |
| 1997 | "Where's the love?"             | Tamra Davis              |
| 1997 | "I will come to you"            | Peter Christopherson     |
| 1998 | "Weird"                         | Gus van Sant             |
| 1998 | "River"                         | Al Yankovic & Jim DeMaio |
| 1998 | "Gimme Some Lovin'"             | Al Yankovic & Jim DeMaio |
| 1998 | "Thinking Of You"               |                          |
| 2000 | "This time around"              | David Meyers             |
| 2000 | "If Only"                       | David Meyers             |
| 2000 | "Save me"                       | Ashley Greyson           |
| 2004 | "Penny & me"                    | Chris Applebaum          |
| 2005 | "Lost without each other"       | P.R. Brown               |
| 2005 | "Underneath"                    | Josh Lobe                |
| 2006 | "Misery"                        | Zac Hanson               |
| 2007 | "Great Divide"                  |                          |
| 2007 | "Go"                            | Hanson, Ash Greyson      |
| 2008 | "Great Divide" (Segunda versão) |                          |
| 2010 | "Thinking ‘Bout Somethin’"      | Todd Edwards             |
| 2011 | "Give a Little"                 | Todd Edwards, Hanson     |